# 太陽女神 (單曲)
《太陽女神》（日语：太陽の女神）為日本女歌手家入里歐於2013年11月7日發售的第5張單曲。

## 簡介
- 標題曲〈太陽女神〉為松田翔太所主演的富士電視台月九連續劇《海上診療所》主題曲[1]。
- B面曲〈傳達給你〉為學校法人模式學園 首都醫校 / 大阪醫専 / 名古屋醫専2013年度廣告歌。
- 11月10日將於大阪與東京舉行單曲紀念免費LIVE[1]。

## 發行版本
- CD+DVD【初回限定盤】
- CD ONLY+托特包【完全生產限定盤】
- CD ONLY

## 曲目

### CD
1. 太陽女神（太陽の女神）	
  - 富士電視台連續劇《海上診療所》主題曲
2. 傳達給你（君に届け）
由2013年7月24日起，在單曲發行前於iTunes Store/mora/レコチョク先行配信。
  - 學校法人模式學園 首都醫校 / 大阪醫専 / 名古屋醫専2013年度廣告歌
3. Who's That
4. 太陽女神 (Instrumental)
5. 傳達給你 (Instrumental)
6. Who's that (Instrumental)

### DVD
- 初回限定盤附

1. 太陽女神 Music Video+Making

## 外部連結
- Victor Entertainment介紹網站
  - 初回限定盤（页面存档备份，存于）
  - 通常盤（页面存档备份，存于）